# Bembe (D.50) jezici
Bembe (D.50) jezici malena podskupina nigersko-kongoanskih jezika iz centralne bantu skupine u zoni D, koja obuhvaća (2) jezika iz Demokratske Republike Kongo. Najvažniji je jezik bembe [bmb], 252.000 (1991 UBS) u proviniji Sud-Kivu, a nešto govornika živi i u Tanzaniji. Drugi je buyu ili kibuyu [byi] na granici provincija Sud-Kivu i Katanga, 10.000 govornika (2002).
Skupini u zoni D pripadaju zajedno s podskupinama bira-huku (D.30), enya (D.10), lega-kalanga (D.20) i Nyanga (D.40), s jedinim jezikom nyanga [nyj]

## Vanjske poveznice
- Ethnologue (14th)
- Ethnologue (15th)